# Хижини
Хижини (пол. Chyżyny) — село в Польщі, у гміні Лятович Мінського повіту Мазовецького воєводства.
Населення — 229 осіб (2011).

## Демографія
Демографічна структура станом на 31 березня 2011 року:
|          | Загалом | Допрацездатний вік | Працездатний вік | Постпрацездатний вік |
| -------- | ------- | ------------------ | ---------------- | -------------------- |
| Чоловіки | 109     | 23                 | 71               | 15                   |
| Жінки    | 120     | 26                 | 61               | 33                   |
| Разом    | 229     | 49                 | 132              | 48                   |